# Apechoneura nigricornis
Apechoneura nigricornis là một loài tò vò trong họ Ichneumonidae.